# میکروسکوپ با تحریک دو فوتون

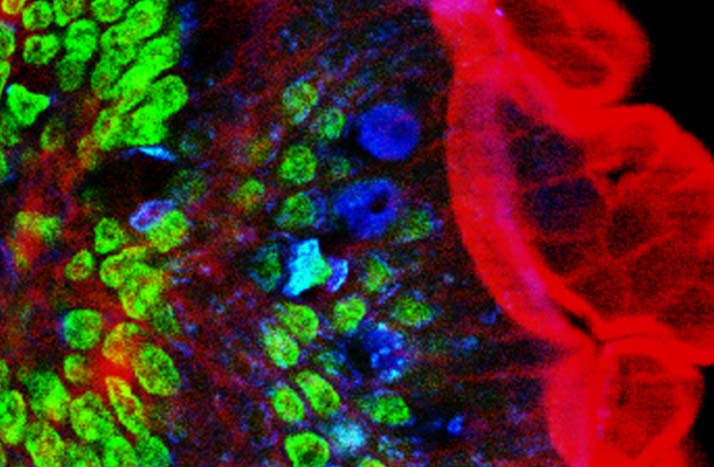
میکروسکوپی با تحریک دو فوتون از رودهٔ موش. رنگ قرمز: اکتین. رنگ سبز: هسته‌های سلولی. رنگ آبی: موکوس سلول‌های جامی. این تصویر با استفاده از لیزر تیتانیوم سافیر در طول موج ۷۸۰ نانومتر به‌دست آمده است.

میکروسکوپی با تحریک دو فوتون (2PEF یا TPEF)، یک تکنیک تصویربرداری فلورسانس است که به ویژه برای تصویربرداری از بافت زنده با ضخامت حدود یک میلی‌متر مناسب است. برخلاف میکروسکوپ فلوِئورسانس سنتی، که در آن طول موج تحریک کوتاه‌تر از طول موج انتشار است، تحریک دو فوتونی به تحریک همزمان توسط دو فوتون با طول موج بیشتر از نور ساطع‌شده نیاز دارد. لیزر بر روی یک مکان خاص در بافت مترکزشده و در سراسر نمونه اسکن می‌شود تا به‌طور متوالی تصویر تولید شود. به‌دلیل خطی نبودن تحریک دو فوتون، عمدتاً فلوروفورها در کانون اندازه میکرومتر پرتو لیزر برانگیخته می‌شوند که منجر به وضوح فضایی تصویر می‌شود. این در تضاد با میکروسکوپ هم-کانونی است، که در آن وضوح فضایی توسط تعامل کانون تحریک و تشخیص محدود با سوراخ سوزنی ایجاد می‌شود.
میکروسکوپ دو فوتونی معمولاً از نور تحریک مادون قرمز نزدیک (NIR) استفاده می‌کند که می‌تواند رنگ‌های فلورسنت را نیز تحریک کند. استفاده از نور مادون قرمز پراکندگی در بافت را به حداقل می‌رساند، زیرا نور مادون قرمز در بافت‌های بیولوژیکی معمولی کمتر پراکنده می‌شود. به‌دلیل جذب چندفوتونی، سیگنال پس‌زمینه به‌شدت سرکوب می‌شود. هردو اثر منجر به افزایش عمق نفوذ برای این تکنیک می‌شود. تحریک دو فوتونی به‌دلیل نفوذ عمیق‌تر در بافت، تشخیص کارآمد نور و کاهش نور سفیدکردن، می‌تواند جایگزینی برتر برای میکروسکوپ هم-کانونی باشد.

## تصور کلی

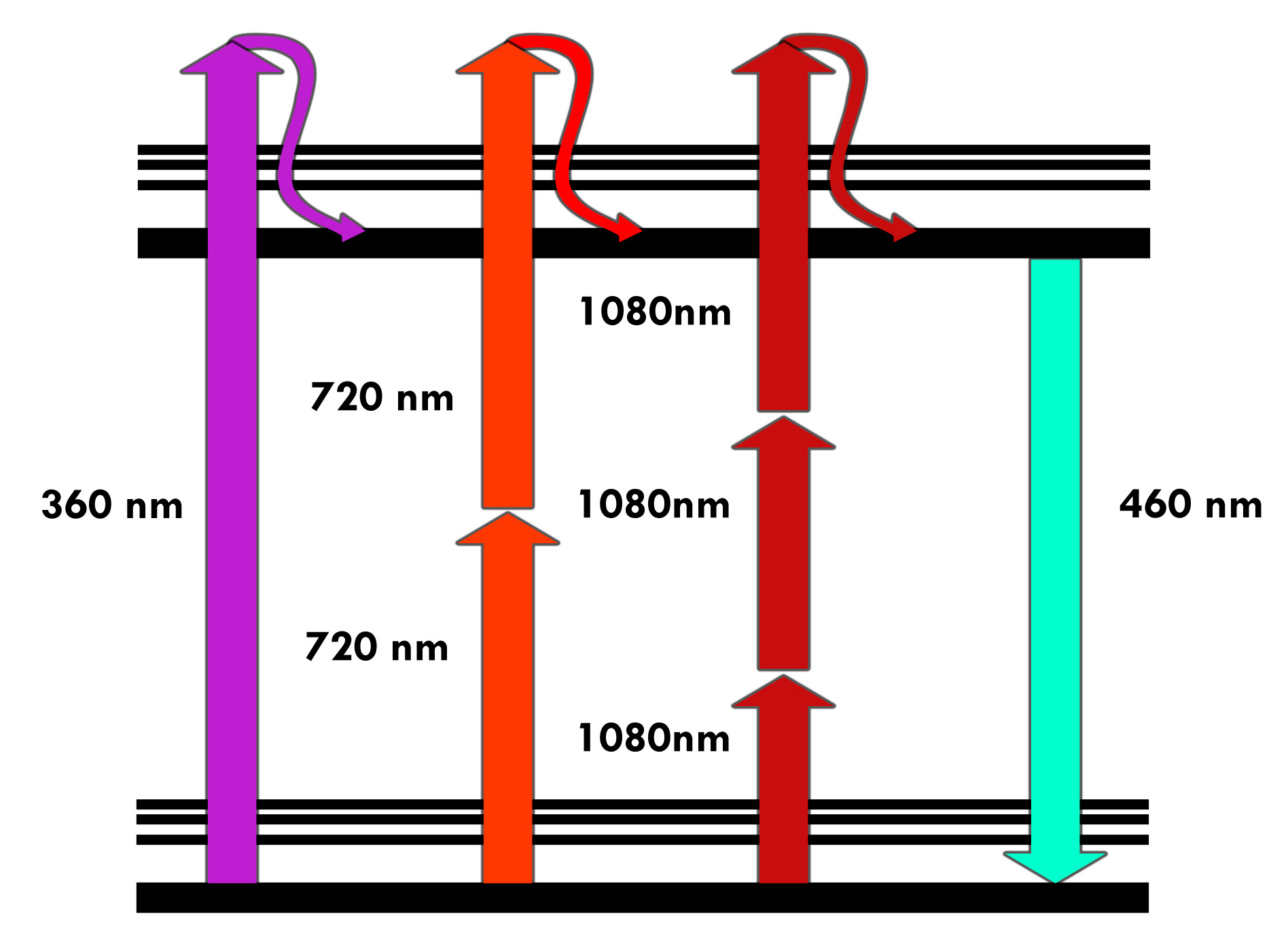
نمایش شماتیک سطوح انرژی فرایند فلورسانس، نمونه‌ای از رنگ فلورسنت که نور را در ۴۶۰ نانومتر ساطع می‌کند. یک فوتون (بنفش، 1PEF)، دو فوتون (قرمز روشن، 2PEF) یا سه فوتون (قرمز تیره، 3PEF) جذب می‌شوند تا یک فوتون فلورسانس (فیروزه‌ای) ساطع کنند.

تحریک دو فوتونی از جذب دو فوتون استفاده می‌کند، مفهومی که اولین‌بار توسط ماریا گوپرت مایر در پایان‌نامه دکترای خود در سال ۱۹۳۱ توصیف شدو اولین بار در بلور CaF2:Eu2+ با استفاده از تحریک لیزری توسط ولفگانگ کایزر مشاهده شد. آیزاک بلا در سال ۱۹۶۲در بخار سزیم نشان داد که برانگیختگی اتم‌های منفرد با دو فوتون امکان‌پذیر است.
میکروسکوپ فلورسانس با تحریک دو فوتون شباهت‌هایی به دیگر تکنیک‌های میکروسکوپیِ لیزر هم-کانونی دارد؛ این تکنیک‌ها از پرتوهای لیزر متمرکز اسکن‌شده در یک الگوی شطرنجی برای تولید تصاویر استفاده می‌کنند و هردو دارای اثر لایه‌بندی نوری هستند. برخلاف میکروسکوپ‌های هم-کانونی، میکروسکوپ‌های چندفوتونی دارای روزنه‌های سوراخی نیستند و همین امر سبب شده است که کیفیت لایه‌بندی نوری آنهارا نداشته باشد. لایه‌بندی نوری تولیدشده توسط میکروسکوپ‌های چندفوتونی نتیجهٔ عملکرد پخش نقطه‌ای تحریک است. مفهوم تحریک دو فوتونی بر این ایده استوار است که دو فوتون با انرژی فوتون نسبتاً کمتری نسبت به تحریک یک فوتونی، می‌توانند فلوروفور را در یک رویداد کوانتومی تحریک کنند. هر فوتون تقریباً نیمی از انرژی لازم برای تحریک مولکول را حمل می‌کند. فوتون ساطع‌شده از انرژی بالاتر (طول موج کوتاه‌تر) نسبت به هر یک از دو فوتون تحریک‌کننده برخوردار است. احتمال جذب هم‌زمان دو فوتون بسیار کم است.
میکروسکوپ‌های چندفوتونی برای تصویربرداری از سلول‌های زنده بسیار مناسب هستند، زیرا آسیب کمتری نسبت به لیزرهای با طول موج کوتاه که معمولاً برای تحریک یک‌فوتونی استفاده می‌شوند، ایجاد می‌کنند؛ بنابراین، بافت‌های زنده برای مدت‌زمان طولانی‌تری با عوارض کمتر قابل مشاهده هستند.

## توسعه
میکروسکوپ دو فوتونی در سال ۱۹۹۰ توسط وینفرد دنک و جیمز استریکلر در آزمایشگاه وات. و. وب در دانشگاه کرنل به‌عنوان یک ایده نوآورانه، اختراع و ثبت شد. آنها ایدهٔ جذب دو فوتونی را با استفاده از یک لیزر اسکنر ترکیب کردند. در میکروسکوپی که با تحریک دو فوتونی کار می‌کند، یک پرتو لیزر مادون قرمز از طریق یک لنز کاربردی متمرکز می‌شود. لیزر تیتانیوم-سافایر که به‌طور معمول استفاده می‌شود، دارای عرض و نرخ تکرار(fs) پالس تقریبی ۱۰۰ فمتوثانیه، حدود ۸۰ مگاهرتز است که این شرایط، چگالی و جریان فوتونی بالایی را برای جذب دو فوتونی فراهم می‌کند و به وسیع‌سازی طول موج‌های مختلف قابل‌تنظیم است.
استفاده از نور مادون قرمز برای تحریک فلوروفورها در بافت‌های پراکنده نوری مزایای افزون‌تری دارد. طول موج‌های بلندتر نسبت به طول موج‌های کوتاه‌تر کمتر پراکنده می‌شوند که این موضوع به بهبود تصویربرداری با وضوح بالا کمک می‌کند. علاوه‌بر این، فوتون‌های با انرژی کمتر احتمال کمتری برای آسیب‌رساندن به خارج از حجم کانونی دارند. در مقایسه با میکروسکوپ‌های هم-کانونی تشخیص فوتون‌ها در میکروسکوپ دوفوتونی بسیار مؤثرتر است، زیرا حتی فوتون‌های پراکنده نیز به سیگنال قابل استفاده کمک می‌کنند. این مزایا برای تصویربرداری در بافت‌های پراکنده، چند سال پس از اختراع این نوع میکروسکوپ شناسایی شدند.
با این‌حال، چند نکته محدودکننده در استفاده از میکروسکوپ دو فوتونی وجود دارد: لیزرهای پالس‌دار موردنیاز برای تحریک دو فوتونی، هزینه‌ای بسیار بالاتر از لیزرهای موج پیوسته مورداستفاده در میکروسکوپ‌های (CW) هم-کانونی دارند. طیف جذب دو فوتونی یک مولکول ممکن‌است به‌طور قابل‌توجهی از طیف جذب یک‌فوتونی آن متفاوت باشد.
آسیب‌های نوردی مرتبه بالاتر نیز می‌تواند مشکل‌ساز باشد و میزان سفیدشدن با قدرت لیزر به‌طور مربع افزایش می‌یابد، درحالی که در حالت تک‌فوتونی (هم-کانونی) می‌توانند تصاویری باوضوح بالاتری تولیدکنند، اما در بافت‌های پراکنده، قابلیت‌های برتر بخش‌نگاری نوری و شناسایی نور در میکروسکوپ دو فوتونی منجر به عملکرد بهتری می‌شود.

## کاربردها

### اصلی
میکروسکوپ دو فوتونی در زمینه‌های مختلفی از جمله فیزیولوژی، نوروبیولوژی، جنین‌شناسی و مهندسی بافت مورد استفاده قرار گرفته است. حتی بافت‌های نازک و تقریباً شفاف نیز با جزئیات واضحی به کمک این تکنیک قابل مشاهده شده‌اند. قابلیت‌های تصویربرداری با سرعت بالا در میکروسکوپ دو فوتونی می‌تواند در بیوپسی‌های نوری غیرتهاجمی نیز استفاده شود. این تکنیک به‌خوبی برای تولید واکنش‌های شیمیایی محلی‌شده به کار رفته است و این اثر همچنین برای لیتوگرافی مبتنی بر دو فوتون استفاده می‌شود.

#### تحقیقات سرطان
همچنین ثابت شده است که این نوع میکروسکوپ برای مشخص‌کردن سرطان پوست بسیار ارزشمند است. علاوه‌بر این، سرطان سینه را در شرایط آزمایشگاهی نظارت می‌کند. همچنین نشان‌داده شده‌بود که می‌تواند تعامل سلول تومور-لکوسیت، تعامل سلول تومور-پلاکت و فرآیندهای کلونیزاسیون متاستاتیک را آشکار نماید.

##### تحقیقات جنینی
این میکروسکوپ نشان داده است که نسبت به تکنیک‌های دیگر مانند میکروسکوپ هم-کانونی، در تصویربرداری طولانی‌مدت از سلول‌های زنده از جنین پستانداران سودمند است.

###### علوم اعصاب

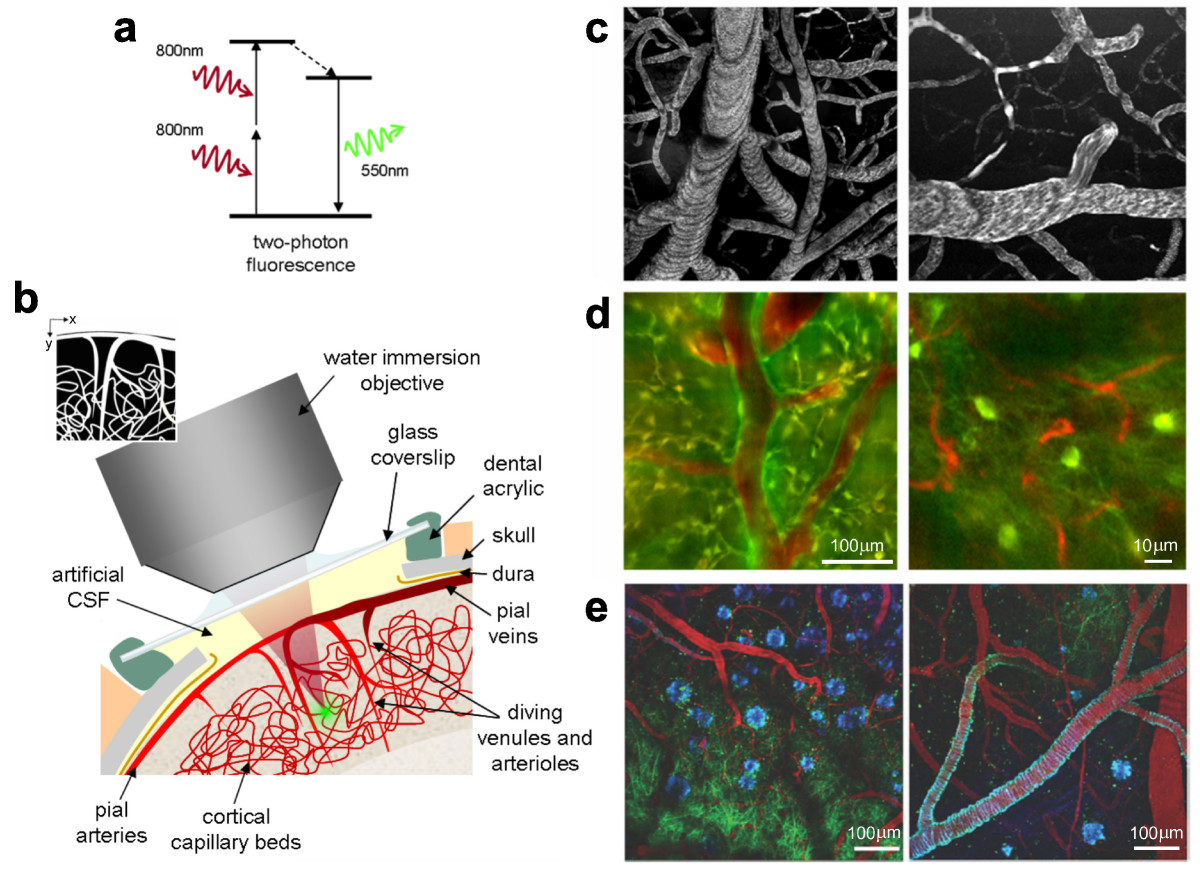
نمودار تصویربرداری از عملکرد مغز در داخل بدن. تصویربرداری با استفاده از رنگ‌های فلورسنت مختلف انجام شده است.

2PEF و همچنین گسترس این روش به 3PEF برای شناسایی بافت‌های سالم در مغز حیوانات زنده استفاده می‌شود. به‌ویژه این روش برای تصویربرداری کلسیم در یک نورون یا جمعیت‌های نورونی مزیت دارد. همچنین برای داروشناسی نوری شامل آزادسازی موضعی اجزایی مانند گلوتامات یا ایزومریزاسیون داروهای قابل تغییر با نور و برای تصویربرداری از حسگرهای ژنتیکی دیگر که غلظت انتقال‌دهنده‌های عصبی را گزارش می‌دهند، کاربرد دارد.
درحال حاضر، میکروسکوپ دو فوتونی به‌طور گسترده‌ای برای تصویربرداری از فعالیت زنده نورون‌ها در موجودات مدل از جمله مگس‌ها، موش‌ها، سمورهای دریایی و ماهی‌های زبرا استفاده می‌شود. معمولاً این حیوانات به‌دلیل اندازه میکروسکوپ و دستگاه‌های اسکن، در حالت ثابت نگه‌داشته می‌شوند، اما امروزه میکروسکوپ‌های کوچک‌مقیاس درحال توسعه هستند که امکان تصویربرداری از نورون‌ها در حیوانات درحال حرکت و آزاد را فراهم می‌کند.